# عزيزان نهار
عزيزان نهار (البنغالية: আজীজন নেহার) كانت صحيفة حررها مير مشرف حسين. نُشرت لأول مرة في عام 1874. كانت أول صحيفة باللغة البنغالية يحررها فرد مسلم شيعي.

## التسمية
كان اسم الزوجة الأولى لمير مشرف حسين هو عزيزان نيسا. وفي وقت لاحق، في عام 1873، تزوج من امرأة تدعى كلسوم. وبعد فترة وجيزة من الزواج، في عام 1874، نشر صحيفة عزيزان نهار، التي سميت على اسم زوجته الأولى. انتقد الكثيرون هذا الاختيار للاسم. على سبيل المثال قال مير تيريتيو شانتو قيصر:
| عزيزان نهار | لماذا كان مير سيحرر وينشر صحيفة باسم تلك الزوجة؟ كما ذُكر سابقًا، تزوج مير من بِيبي كُلثوم في شهر "ماغه" عام 1280 (التقويم البنغالي)، في حين تم نشر صحيفة "أزيزان نهار" لأول مرة في شهر "بايشاخ" عام 1281. وقد افترض منير شودري بطبيعة الحال أن وراء هذا النشر كان "سنوات من التأمل" و"قلب الزوج المفعم بالعاطفة". لكن قد لا يكون هذا صحيحًا بالكامل. إذا كان حقًا "قلب الزوج" هو الذي دفع لهذا النشر، فإن الزواج من بِيبي كُلثوم لم يكن ليحدث بعد مرور كل هذه الفترة. نقطة مهمة بشكل خاص هي أنه بعد عدة أشهر من زواجه من كُلثوم، نشر الصحيفة باسم زوجته الأولى مع شقيقه غير الشقيق مير صاحب علي واللص نور الدين بهدف القضاء على كُلثوم. لا شك أن كُلثوم تأثرت بشدة وأصيبت بحزن ومرارة بسبب زواج مير الثاني (وربما عبرت عن ذلك أيضًا). إذًا، هل كان تحرير الصحيفة ونشرها على عجل مجرد وسيلة لرشوة أو تهدئة الزوجة الأولى؟ ليس من المستحيل أن يكون ذلك." | عزيزان نهار |

## التاريخ
صدرت صحيفة عزيزان نهار لأول مرة في الأول من شهر بويشاك عام 1281 في التقويم البنغالي. بحسب السيرة الذاتية لمير مشرف حسين وصحيفة هيتاكريشي، نُشرَت أجيجان نيهار من كوشتيا. ومع ذلك، خلال إقامته في هوجلي-تشوتشورا [الإنجليزية]، خطرت في ذهن مير فكرة نشر هذه الصحيفة.
هناك آراء مختلفة فيما يتعلق بطبيعة وخصائص عزيزان نهار.

## خارجي
- Khandaker Shamim Ahmed. "মীর মশাররফ হোসেনের সাংবাদিক সত্তা" [Mir Mosharraf Hossain's journalistic personality] (PDF). Jahangirnagar University (بالبنغالية). pp. 41–46. Archived from the original (PDF) on 2024-04-11. Retrieved 2024-10-20.